# Radio Universidad de Navarra
Radio Universidad de Navarra, conocida en una etapa como 98.3 Radio por la posición que ocupaba en la franja de frecuencia modulada, es una emisora de radio propiedad de la Universidad de Navarra.
Adscrita a la Facultad de Comunicación su fundación tuvo lugar en 1996 como un laboratorio docente de radio y sonido. En la actualidad sirve como plataforma para la producción sonora y digital de los alumnos de la facultad. Su sede y estudios se encuentran en el primer piso del edificio de Ciencias Sociales y la emisión está disponible en la web, aplicaciones para teléfono móvil y plataformas de podcasting. Pertenece a la Asociación de Radios Universitarias de España.

## Historia

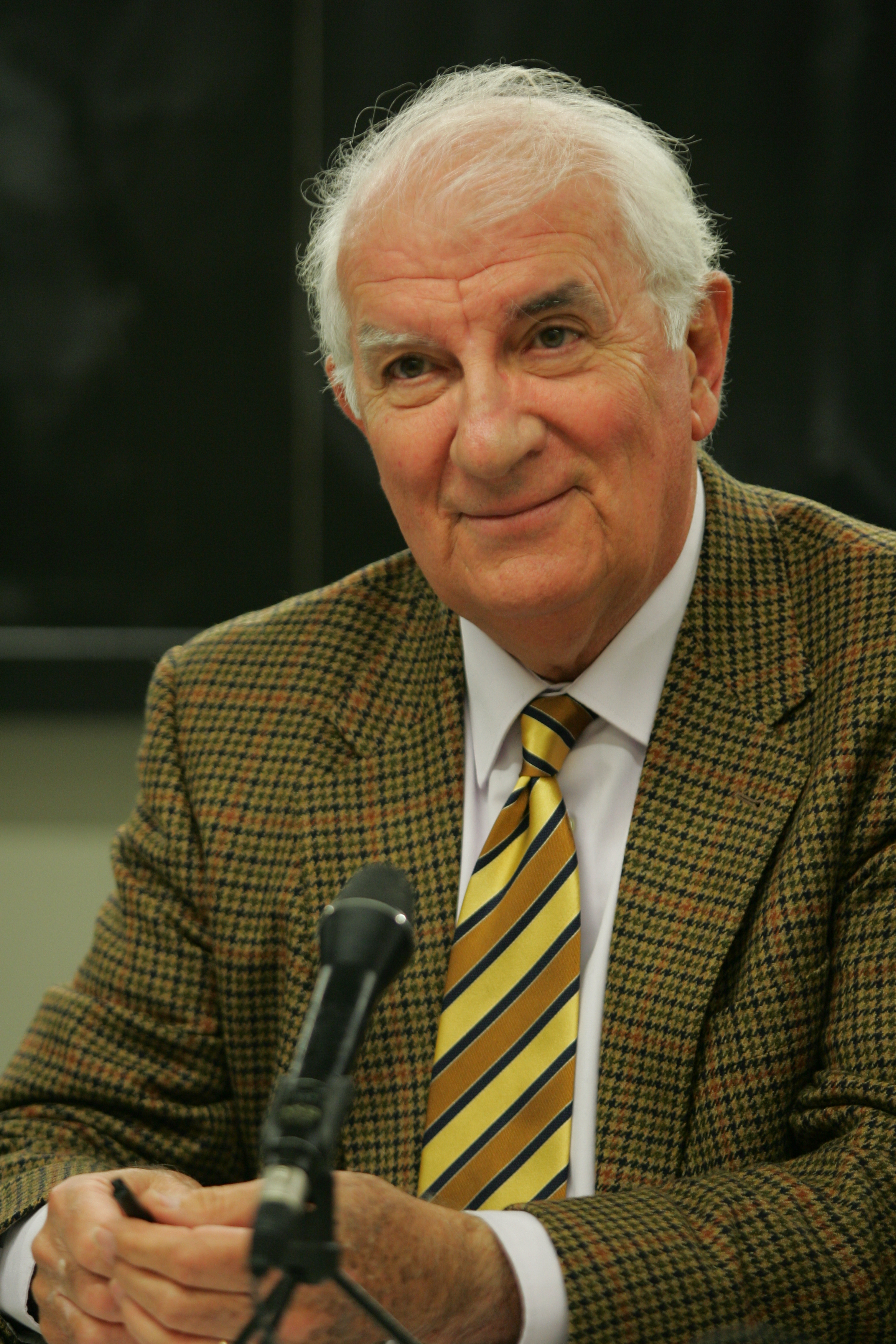
Ángel Faus primer director de Radio Universidad de Navarra

Aunque la fundación de la emisora tuvo lugar en 1996, bajo la dirección de Ángel Faus, no sería hasta 1999 cuando la emisora comenzara sus emisiones en frecuencia modulada. Radio Universidad de Navarra obtuvo una de las dos licencias de emisión convocadas por el Gobierno de Navarra en el concurso convocado en 1997 para la demarcación de Pamplona. Durante sus primeras temporadas la programación estaba basada en programas magazín de larga duración, elaborados por los doce redactores contratados por la emisora, con la colaboración de alumnos en prácticas de la facultad de comunicación. Su parrilla incluía boletines informativos horarios durante el día, dos programas informativos de una hora de duración y otro programa de una hora dedicado a la información deportiva. En 2003 la emisora comenzó su emisión por internet y en 2005 estrenó su propia página web.
A partir de 2007, tras celebrarse un segundo concurso para volver a asignar los frecuencias de la demarcación de Pamplona tras el recurso presentado por Euskalerria Irratia en la que se volvió a asignar frecuencia a Radio Universidad de Navarra, se producen algunas transformaciones en la emisora que comienzan por su nuevo nombre: 98.3 Radio. Debido a la progresiva reducción del número de redactores suplida con el incremento de emisión musical, se optó por renovar la parrilla mediante la creación de una serie de microespacios, algunos programas largos y canciones seleccionadas por su calidad independientemente de su éxito en las listas de ventas. Cada día se emitían aproximadamente treinta microespacios alternados con bloques musicales programados en bloques de cuatro horas de duración, diferenciando la música seleccionada para las franjas diurnas y las nocturnas. En 2012 la selección musical constaba de 8.000 canciones, programadas en bloques de una hora de duración minimizando las repeticiones y con un reconocido estilo musical contemporáneo adulto.
Durante 17 temporadas Radio Universidad de Navarra mantuvo su señal en FM. El 20 de mayo de 2016 cesaron sus emisiones en FM tras la ejecución de la sentencia judicial que anuló la concesión de las frecuencias que hasta entonces mantenían tanto Radio Universidad como Net 21 Radio. Desde ese momento Radio Universidad de Navarra, recuperado su nombre original, se ha transformado en una emisora que se puede sintonizar en internet a través de la página web de la Universidad, en aplicaciones móviles, servicios de radio a la carta, webs de podcasting y redes sociales.

## Programación
La parrilla de programación consta de una selección musical, denominada "La mejor música y el mejor sonido", salpicada de microespacios de temáticas variadas que también incluyen contenidos locales y regionales: actualidad informativa, cultura, música, solidaridad, deporte, historia, creación sonora, vida en el campus universitario o actividad investigadora.
En 2020 la programación incluye los siguientes microespacios:
- ¿Cómo hemos llegado a esto?
- 2 contra 1
- A/isla/2
- Café doble
- Contando historias 2020
- Creatividad Radiofónica
- Cruz Roja
- Cruzando el Rubicón
- Cuando el río suena
- Durante la guerra
- El tornillo suelto
- En el filo de la droga
- Entrevistas en Radio Universidad de Navarra
- Euroconexión
- Ficción sonora 2020
- Good morning, Fcom
- Hablemos del hoy
- Héroes olvidados
- Informativo ARU
- La coctelera
- La merienda
- La prórroga
- La punta del iceberg
- La tostadera
- Las 7 artes
- Los podcast de la tostadera
- M3
- Manual de Ciencia
- Melomania
- Mujeres de oro
- Música ambiente
- Notas viajeras
- Patio de butacas
- Radio ágora
- Radio ILCE
- Radio Xilema
- Reportaje de actualidad
- Serie al cuadrado
- Space Oddity
- Tantaka radio
- Te lo contamos
- Voces olvidadas
- Vuelta a Chernóbil
- Yesterday

En la página web y en el podcast se pueden escuchar los siguientes espacios inactivos (elaborados en temporadas previas por redactores y alumnos de la Facultad):
- 24 horas de los Beatles
- Aceprensa: valor añadido
- Actualidad del management
- Aprende a aprender
- Área de salud
- Asincopado
- Aula de papel
- Balance social
- Boombox
- Canciones con historia
- Camino de Santiago
- Cara B
- Cara oculta
- Carta de libros
- Cinco minutos más
- Clásicos del cine
- Comedias 12
- Con el nueve
- Concierto
- Concurso de Cantautores (especial)
- Confluencias
- Conversaciones en la tasca
- Cortés y valiente
- Cultura sin IVA
- Dársena 6
- De buena fe
- Después de la orla
- De costa a costa
- Día mundial de la poesía
- Discorola
- Dos veces cuento
- Eco de cinta
- El alebrije
- El ascensor
- El rincón de FyL
- El proyector
- El tragaluz
- En directo
- En familia
- En medio del medio
- Entre la mula y el buey
- Episodios de la historia
- Es de justicia
- Escuchar el cine
- Futuros alumnos
- Game over
- Hoppipolla
- Ideas de negocio
- In illo tempore
- Jammin on the one
- Kantxa pelotazale
- Kontu kontari
- Kulturaren lapikoa
- La biblioteca
- La buena prensa
- La cifra
- La colmena
- La enredadera
- La frase
- La otra puerta
- La pecera
- La secuela
- La madriguera
- Leyendas del deporte
- Madrid 2011
- Maestros navarros
- Menesesitas
- Menudo menú
- Mi mando manda
- Microdeportivo
- Música de segunda mano
- Naturaleza viva
- No sólo radio
- Noticias del campus
- Noticias del mundo
- Nuestro tiempo
- Objetivo Sorribes
- Oldies
- Pasen y oigan
- Pensar la fe
- Plástico 70
- Por Navarra
- Primer plano
- Primera toma
- Producciones
- Programa de géneros y programas de radio
- Programación radiofónica
- Programas de narrativa radiofónica
- Propuesta musical
- Pulsa start
- Rayuela
- Reino de series
- Sanseacabó
- School is out
- Sesión doble
- Shock'wave
- Siete pecados
- Sobre ruedas
- Sound is golden
- Soy de letras
- Tendencias de comunicación
- Tendencias y estilo
- Tirando de la lengua
- Tiro de tres
- Travesía 2.0
- Un mundo mejor
- Versiones